# Nuno Miguel Monteiro Rocha
Nuno Miguel Monteiro Rocha (Praia, 1992. március 25. –) zöld-foki labdarúgó, a román Universitatea Craiova középpályása.